# … aber nicht mit meiner Braut – Honeymoon in Vegas
Honeymoon in Vegas – Aber nicht mit meiner Braut (Originaltitel: Honeymoon in Vegas) ist eine US-amerikanische Filmkomödie aus dem Jahr 1992. Regie führte Andrew Bergman, der auch das Drehbuch schrieb. Die Hauptrollen spielen James Caan, Nicolas Cage und Sarah Jessica Parker.

## Handlung
Der Privatdetektiv Jack Singer schwor seiner sterbenden Mutter, er werde nie heiraten. Einige Jahre später ist er trotzdem mit Betsy verlobt. Kurz vor der Hochzeit willigt er ein, dass seine Verlobte ein Wochenende mit dem reichen Tommy Korman verbringt, was Spielschulden von Jack begleichen soll.
Tommy Korman versucht, Betsy zu gewinnen und sie zu heiraten. Er und Betsy reisen nach Hawaii, wo Tommy versucht, die Frau zu beeindrucken. Jack sieht zufällig in einer Fernsehsendung, wie Betsy und Tommy einen Vulkanausbruch beobachten und sich umarmen. Da er Betsy zurückgewinnen will, folgt er den beiden nach Hawaii. Dort leitet ihn ein von Korman bezahlter Taxifahrer auf eine falsche Spur. Betsy willigt ein, Tommy zu heiraten, die Hochzeit soll in Las Vegas stattfinden.
Um Betsy zu erreichen, schließt sich Jack einer Gruppe der Doppelgänger von Elvis Presley an. Die Presleys springen mit Fallschirmen über Las Vegas ab und landen in der Stadt. Jack gewinnt Betsy zurück.

## Kritiken
Roger Ebert schrieb in der Chicago Sun-Times vom 28. August 1992, der Film würde eine große Portion Blödheit (goofiness) beinhalten. Die am Ende des Films auftretende Gruppe der Presleys würde nicht überraschen, sondern der Logik des Films folgen; die Handlung wäre dümmlich (dumb) genug für eine Sitcom. Ebert lobte die Darstellung von Nicolas Cage.
Prisma-online.de bescheinigte dem Film furiose Gags und überraschende Wendungen, die Darstellung von Nicolas Cage wurde gelobt.
Das Lexikon des internationalen Films schreibt, der Film verschenke im Drehbuch verankerte Möglichkeit zur intelligenten Unterhaltung und spule die Geschichte lediglich routiniert ab.
TV Spielfilm bezeichnet den Film als herzige Hommage an alte Hollywood-Romanzen.

## Auszeichnungen
Nicolas Cage und der Film als Beste Komödie wurden im Jahr 1993 für den Golden Globe Award nominiert. Der Film wurde 1993 für den Casting Society of America Award nominiert.